# Csád az 1964. évi nyári olimpiai játékokon
Csád a japán Tokióban megrendezett 1964. évi nyári olimpiai játékok egyik részt vevő nemzete volt. Az országot az olimpián 1 sportágban 2 sportoló képviselte, akik érmet nem szereztek. Csád első alkalommal vett részt az olimpiai játékokon.

## Atlétika
Férfi
| Versenyző  | Versenyszám | Előfutam         | Előfutam         | Előfutam         | Elődöntő | Elődöntő | Elődöntő | Döntő   | Döntő    |
| Versenyző  | Versenyszám | Idő              | Hely.            | Össz.            | Idő      | Hely.    | Össz.    | Idő     | Helyezés |
| ---------- | ----------- | ---------------- | ---------------- | ---------------- | -------- | -------- | -------- | ------- | -------- |
| Ahmed Issa | 800 m       | 1:49,7           | 2.               | 15.*             | 1:49,4   | 6.       | 19.      | kiesett | kiesett  |
| Ahmed Issa | 1500 m      | nem állt rajthoz | nem állt rajthoz | nem állt rajthoz | kiesett  | kiesett  | kiesett  | kiesett | kiesett  |

| Versenyző      | Versenyszám | Selejtező | Selejtező | Döntő    | Döntő    |
| Versenyző      | Versenyszám | Eredmény  | Helyezés  | Eredmény | Helyezés |
| -------------- | ----------- | --------- | --------- | -------- | -------- |
| Mahamat Idriss | Magasugrás  | 206 cm    | 3.**      | 209 cm   | 9.       |

* - egy másik versenyzővel azonos időt ért el

** - két másik versenyzővel azonos eredményt ért el